# نگهبان (فیلم ۲۰۰۹)
نگهبان (به انگلیسی: The Keeper) یک فیلم اکشن آمریکایی محصول سال ۲۰۰۹ با بازی استیون سیگال است که توسط کئونی واکسمن کارگردانی شده‌است. این اولین همکاری استیون سیگال و واکسمن است و آنها پس از نگهبان، در هشت فیلم و دو مجموعهٔ تلویزیونی با هم همکاری کرده‌اند.